# Риек, Эдгар
Эдгар Фредерик Риек (англ. Edgar Frederick Riek, 1920—2016) — австралийский энтомолог и специалист по зоологии беспозвоночных. Награжден Медалью ордена Австралии (1996).

## Биография
Известен своими исследованиями ископаемых остатков насекомых и таксономии пресноводных раков. Позже стал выдающимся виноградарем и виноделом. Более 30 лет сотрудничал с Государственным объединением научных и прикладных исследований. Составил первый карманный полевой гид по австралийским насекомым. Описал более 230 видов. Его имя увековечено в названиях более 80 таксонов (жук Riekella, оса Riekefella, наездники Riekophion и Riekisura, Riekia и другие). Вышел на пенсию в 1976 году и занялся виноделием.